# Анджей Снядецький
А́нджей Сняде́цький (пол. Jędrzej Śniadecki. Jędrzej Śniadecki, лит. Andrius Sniadeckis. Andrius Sniadeckis; 30 листопада 1768, під Жніном, Бидгощське воєводство, Річ Посполита — 12 травня 1838, Вільно, Російська Імперія) — лікар, біолог, хімік; професор Віленського університету, молодший брат Яна Снядецького.

## Біографія
Народився 30 листопада 1768 року під Жніном у Бидгоському воєводстві (нині Куявсько-Поморське воєводство, Польща). Син пивовара і бургомістра містечка Жнін, молодший брат Яна Снядецького і батько Людвіки Снядецької та Софії Снядецької.
Вивчав у Ягеллонському університеті у Кракові медицину. Практикувався в Павії, Відні, Единбурзі. У Единбурзькому університеті, навчаючись у професора Джозефа Блека (1728—1799), зацікавився хімією.

## Віленський період
За рекомендацією брата Яна Снядецького був у 1797 році призначений професором хімії у віленській Головній школі, невдовзі перетвореній в імператорський Віленський університет (1803). Лекції читав польською мовою. За його ініціативою було споруджено спеціальну будівлю для викладання хімії та обладнано лабораторію. Написав перший польський підручник хімії (2 томи, 1800) і тритомний труд з біохімії (1804—1811). 
У 1823—1838 роках проживав на вулиці Великій у так званому домі Франка. Брав участь у громаді шубравців (szubrawców, «нероб») і у видаваних ними сатиричних «Вуличних відомостях» („Wiadomości Brukowe“). Один із засновників і активних співробітників журналу „Dziennik Wileński“.
Після ліквідації університету у 1832 — професор Віленської Медико-хірургічної академії. 
Талановитий лікар, був від дня заснування очільником Медичного товариства у Вільно (1806—1836).

## Досягнення
Вважається батьком польської хімії як учений, котрий розробив основи польської хімічної номенклатури та термінології, і автор першого польського навчального посібника з хімії („Początki chemii“, 1800). Він мав успіх і повторно випускався у 1807 і 1816—1817. 
Його праця «Теорія органічних істот» (3 томи, 1804—1811) — одна з перших монографій у галузі біохімії у світовій літературі. У книзі розглядаються закономірності розвитку живих організмів і біологічні процеси як результат обміну речовин. Свою теорію Снядецький засновував на найновіших досягненнях фізіології. Труд був перекладений німецькою (1810—1821), французькою мовою (1825), повторно випускався у Вільно (1838, 1861), у Польщі (1905).
Пропагував гігієну і дієтику, а також фізичне виховання, котре завдяки йому стали проводити у школах.
Систематично аналізуючи платину, знайшов невідомий раніше метал, котрий назвав вестієм (vestium), за назвою відкритої у 1807 рокові малой планети Вести. У 1808 році повідомив про це петербурзьку Академію наук і прочитав про це публічну доповідь у Вільно. Однак у тому ж році французький Інститут науки заявив, що такого металу не існує. Пізніше з'ясувалося, що описані Анджеем Снядецьким властивості вестію збігаються з властивостями рутенію, відкритого у 1844 році професором Казанського університету К. К. Клаусом (1796—1864).

## Праці
Писав праці з хімії, біохімії, також літературно-критичні статті і сатиричні фейлетони.
- Początki chemii («Початки хімії», 1800)
- Teorja jestestw organicznych («Теорія #органічний істот», 1804—1811)
- O fizycznym wychowaniu dzieci

## Пам'ять
Відділ медичних наук Польської академії наук щороку вручає премію імені Анджея Снядецького, засновану у 1972 році. Премія вручається ученим і групам учених за найвидатніші досягнення у розвитку медичних наук. З 1979 року премія вручається разом із бронзовою медаллю Анджея Снядецького. Нагорода відноситься, поряд із преміями Фонду польської науки, до найпрестижніших наукових нагород Польщі. Ім'я Снядецького носять ліцеї у Бидгощі, Кельцях, Лодзі, Ольштині та інших містах Польщі. У листопаді 2008 року на хімічному факультеті Вільнюського університету по вулиці Наугардуко (Naugarduko g. 24) відкрита спеціально обладнана аудиторія Анджея Снядецького.
Ім'я Анджея Снядецького носить одна з вулиць у білоруському райцентрі Ошмяни.